# Signora Ward Records
Signora Ward Records ist ein seit dem Jahr 2014 aktives italienisches Independent-Label.

## Geschichte und Ausrichtung
Das Label Signora Ward Records begann im Jahr 2014 mit dem Album Black Nylon Stocking Session von Cronaca Nera damit Veröffentlichungen aus dem Post-Industrial-Spektrum mit einem Schwerpunkt auf Power Electronics, Noise und Harsh Noise Wall zu verlegen. Labelbegründer Adriano Vincenti veröffentlichte insbesondere eigene Projekte, Projekte unter seiner Beteiligung, aber auch internationale Interpreten des Post-Industrial. Mit zunehmender Aktivität und der stilistischen Entwicklung von Vincenti erschienen auch vermehrt Interpreten des Dark Jazz sowie Kompilationen im Genre. Signora Ward Records veröffentlicht verstärkt als Musikdownload, Musikkassette CD-R und CD.

## Künstler (Auswahl)
- Lorenzo Abattoir
- L’Amara
- Anonymous Masturbaudioum
- Black Leather Jesus
- Cronaca Nera
- Dead Body Collection
- Detour Doom Project
- Deveraux
- Last Call at Nightowls
- Macelleria Mobile di Mezzanotte
- Moana
- Pain Injection
- Richard Ramirez
- The Rita
- Spiteful Womb
- Senketsu No Night Club
- Uoltam
- Vomir
- Wehrmacht Lombardo
- Zoloft Evra